# Los Straitjackets
Los Straitjackets es una banda de rock and roll, primordialmente instrumental. Sus miembros son los guitarristas Eddie Angel, Danny Amis, Greg Townson, el bajista Pete Curry, el baterista Chris Sprague. Ellos suelen apoyarse en otros músicos o las bailarinas burlesque The World Famous Pontani Sisters, usan guitarras DiPinto.

## Cine y Televisión
Los Straitjackets han participado en varios proyectos cinematográficos como la independiente Psycho Beach Party. También han grabado dos álbumes de melodías específicas para televisión y publicidad. Es habitual escuchar grabaciones de Los Straitjackets en cabeceras de programas de radio y televisión.